# Lipsí
Lipsí (també Lipsos) és una illa grega de la mar Egea, a la costa de Cària, al nord de Leros i a l'est de Patmos. La capital i únic poblet de l'illa és Lipsí. Prop de l'illa, al sud, té un grupet d'illes menors, la principal de les quals és la de Kalabres; al nord-nord-est té l'illa d'Arki, amb un petit poble de pescadors amb el mateix nom, i al sud-oest d'aquesta illa uns illots deshabitats entre els quals destaca Marathos. Té uns 700 habitants.
L'illa es va dir Lèpsia (en llatí, Lepsia). La seva història està molt vinculada a Patmos, ja que gairebé tota l'illa fou propietat del monestir de Patmos. Fou domini otomà i el 1912 va fer part de les illes del Dodecanès cedides a Itàlia i fins i tot va emetre segells propis utilitzats per les comunicacions amb Turquia. Les illes foren ocupades per Alemanya el 1943, i foren alliberades pels aliats el 1944. Lipsoi fou entregada a Grècia el 1945.